# Louise (Jett Rebel)
Louise is een single van Jett Rebel, de opvolger van zijn debuutsingle Do You Love Me At All. De single bereikte geen hitpositie, maar kwam wel in de eindejaarslijst van NPO Radio 2, de Top 2000.

## NPO Radio 2 Top 2000
| Nummer met noteringen in de NPO Radio 2 Top 2000 | '16  | '17  |
| ------------------------------------------------ | ---- | ---- |
| Louise                                           | 1171 | 1744 |

1. ↑  Een vetgedrukt getal geeft de hoogste notering aan.
2. ↑  2016 was het eerste jaar met een notering voor dit nummer.
3. ↑  Deze tabel is bijgewerkt tot en met de laatste editie (2024).